# Intervision

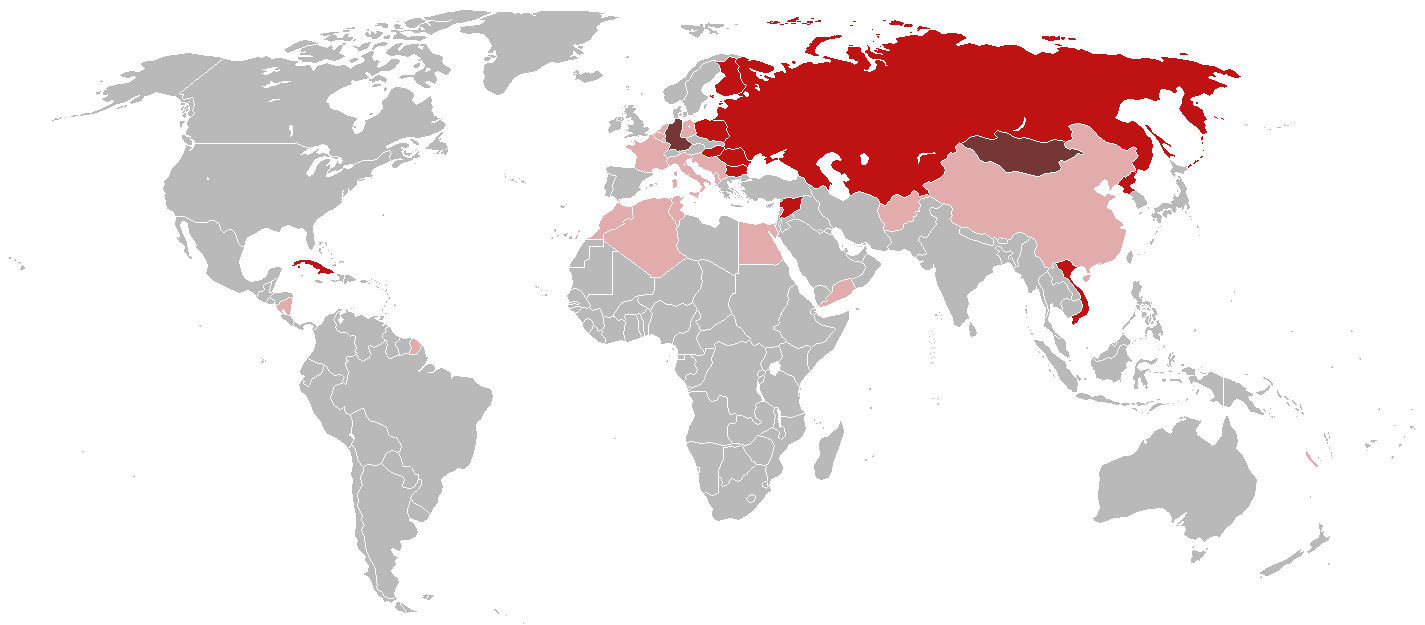
Medlemsstater i OIRT

Intervision (ryska: Интервидение, franska: Organisation Internationale de Radiodiffusion et de Télévision, polska: Interwizja, engelska: International Radio and Television Organisation), även förkortat OIRT var en internationell anslutning för radio och TV i det som förr var Östeuropa och grundades 1946 som Organisation Internationale de Radiodiffusion OIR. OIR grundades på franskt och sovjetiskt initiativ efter att den gamla samarbetsorganisationen International Broadcasting Union (IBU) eller Union Internationale de Radiodiffusion (UIR) ansågs ha förverkat sitt förtroende då man arbetat för den tyska krigsmakten under andra världskriget. OIR gav möjlighet för Frankrikes kolonier och Sovjetunionens delrepubliker att bli medlemmar vilket gav dessa länder ett avgörande inflytande. Detta gillade inte Storbritannien och BBC och avstod därför från medlemskap. Motsättningar mellan medlemsländerna uppstod så småningom som ett resultat av det kalla kriget mellan öst och väst. När Europeiska radio- och TV-unionen (EBU) bildades 1950 lämnade därför länder som Frankrike, Nederländerna, Belgien och Italien med flera organisationen. Även Jugoslavien lämnade året därpå. Av västländerna kvarstod endast Finland som medlem. OIR:s säte flyttades efter detta från Bryssel till Prag.
OIR bytte 1960 namn till OIRT och fungerade som den östeuropeiska motsvarigheten till Europeiska Radio- och TV-unionen (EBU). OIRT hade sitt huvudsäte i Prag. Intervision var det östeuropeiska tv-samarbetets motsvarighet till EBU:s Eurovision.
De länder som var anslutna till OIRT och Intervision var Bulgarien, Finland, Polen, Rumänien, Sovjetunionen, Tjeckoslovakien, Ungern och Östtyskland. Finland var ett särfall då YLE samtidigt innehade fullt medlemskap i EBU. Detta var en medveten strategi under det kalla kriget, då man i Finland gärna ville betona landets neutralitet mellan maktblocken.
OIRT gick samman med EBU den 1 januari 1993 och har integrerats till en del i EBU. Detta gav de flesta av OIRT:s medlemmar ett direkt medlemskap i EBU istället.